# Karl Johannes Newman
Karl Johannes Newman, ursprünglich Karl Johannes Neumann (* 9. Juli 1913 in Hohenelbe, Österreich-Ungarn; † 19. Januar 2005 in Rheinbach) war ein deutsch-britischer Politikwissenschaftler.

## Leben und Wirken
Karl Johannes Neumann, geboren in Böhmen, war katholisch, besuchte die deutsche Schule in Olmütz. Nach Abschluss des Gymnasiums studierte er von 1931 bis 1935 Rechts- und Staatswissenschaft an der Deutschen Universität Prag. Von 1935 bis 1938 war er Rechtsreferendar in Prag, 1938 wurde er in Prag zum Dr. iur. promoviert. Als Vorsitzender der Freien Vereinigung sozialistischer Akademiker an der Universität Prag wurde er 1939 von der Gestapo inhaftiert, ihm gelang aber im gleichen Jahr die Flucht über die Niederlande nach Großbritannien. Bis 1944 studierte er an den Universitäten Oxford (Balliol College) und London. 1940 war er Angehöriger der britischen, 1942 bis 1943 der tschechischen Exilarmee, von 1943 bis 1945 Leiter der Universitätsabteilung der tschechischen Exilregierung. 1944 erfolgte die Promotion zum Dr. phil. an der Universität Oxford.
Von 1945 bis 1946 war er Dozent (Lecturer) für Neuere Geschichte an der Universität Oxford, von 1946 bis 1948 Dozent für Zeitgeschichte und Politikwissenschaft am University College Southampton der University of London, 1949 bis 1951 Dozent bzw. Professor an der Universität Natal (Südafrika). Von 1950 bis 1961 lehrte er an der Universität Dacca (Ost-Pakistan, heute Bangladesh), ab 1951 als Ordinarius für Politische Wissenschaften; außerdem war er Gastprofessor an der Columbia University New York (1958–1959), der Harvard University und der Universität Köln (1961). Ab 1958 war Newman Mitglied der Amerikanischen Akademie der Politischen Wissenschaften. Schließlich lehrte er von 1962 bis 1978 an der Universität Köln, ab 1964 als Wissenschaftlicher Rat und Professor für Politische Wissenschaften. Von 1977 bis 1980 war er zudem Gastprofessor für Internationale Beziehungen an der Universität Islamabad in Pakistan.
Während seines Aufenthalts in Dacca arbeitete er 1953 und 1956 an der Verfassung Pakistans mit. 1969 wurde er Vizepräsident der Bundesanstalt für gesamtdeutsche Aufgaben in Bonn.
Karl J. Newmann war auch zum Ehrendoktor (Dr. phil. h. c.) ernannt worden. Im Jahr 1951 hatte er Betty Alexander († 1968) geheiratet. Er hatte zwei Kinder (Hans Anton und Elisabeth), heiratete später ein zweites Mal und lebte im Bonner Stadtteil Tannenbusch.

## Schriften (Auswahl)
- Essays from Pakistan. Some national and international problems in the era of Constitution making. Publishers United, Lahore 1953.
- Essays on the Constitution of Pakistan. Including the draft and final constitutions of Pakistan with comments. Pakistan Co-operative Book soc., Dacca 1956.
- Die Entwicklungsdiktatur und der Verfassungsstaat. Athenäum, Köln 1963.
- Zerstörung und Selbstzerstörung der Demokratie. Europa 1918–1938. Kiepenheuer & Witsch, Köln 1965; 2. Auflage ebenda 1984
  - englische Ausgabe: European Democracy between the Wars. London 1971.
- Wer treibt die Bundesrepublik wohin? Verlag Wissenschaft und Politik, Köln 1968; 3. Auflage 1969. (Auseinandersetzung mit dem Buch von Karl Jaspers Wohin treibt die Bundesrepublik?, München 1966).
- Politisch-soziologische Problematik der außerparlamentarischen Opposition mit besonderer Berücksichtigung der Wechselwirkung und gegenseitigen Austauschbarkeit von Rechts- und Linksradikalismus. Westdeutscher Verlag, Opladen 1974, ISBN 3-531-02343-8.
- als Hrsg.: Pakistan 35 Jahre nach der Staatsgründung. Staatskonzept und islamisches Selbstverständnis, Sicherheitsprobleme, Wirtschafts- und Entwicklungspolitik. Deutsch-Pakistanisches Forum, Hamburg 1983.
- Pakistan unter Ayub Khan, Bhutto und Zia-ul-Haq. Weltforum-Verlag, München 1986, ISBN 3-8039-0327-0.